# Carolyn Scott
Carolyn Scott ist eine britische Artdirectorin und Szenenbildnerin, die 1995 einen Oscar für das beste Szenenbild gewann.

## Leben
Carolyn Scott begann ihre Tätigkeit als Artdirectorin und Szenenbildnerin in der Filmwirtschaft 1979 bei dem Spionagethriller Charlie Muffin und wirkte bis 2004 an der szenischen Ausstattung von dreizehn Filmen mit.
Für den 1982 von der CBS produzierten Fernsehfilm Das scharlachrote Siegel von Clive Donner mit Anthony Andrews, Jane Seymour und Ian McKellen war sie 1983 zusammen mit Tony Curtis für einen Emmy für herausragende Artdirection nominiert.
Bei der Oscarverleihung 1995 gewann sie zusammen mit Ken Adam den Oscar für das beste Szenenbild in King George – Ein Königreich für mehr Verstand (1994) von Nicholas Hytner mit Nigel Hawthorne, Helen Mirren und Rupert Everett.

## Filmografie (Auswahl)
- 1979: Charlie Muffin
- 1980: Hammer House of Horror
- 1994: King George – Ein Königreich für mehr Verstand
- 1997: Face – Abgerechnet wird zum Schluss
- 2004: The I Inside – Im Auge des Todes

## Auszeichnungen
- 1995: Oscarverleihung 1995 für das beste Szenenbild